# 妖怪手表！
《妖怪手錶！》（妖怪ウォッチ！）為妖怪手錶系列的第三部改編動畫。也是第一部妖怪手表 (动画)續作 ，於2019年4月5日開始播放。

## 登場角色

### 主要人類角色
天野景太
配音員：（日）戶松遙／（港）／（台）
遊戲中是第一代，二代、第三代USA篇的主角，動畫版全系列的主角。
11歲，就讀日本櫻花新城櫻花第一小學五年二班。
留著髮型微澎、往上翹了三根，極度普通的頭型。 喜歡文花，於續集光影之卷中與文花結婚生下2姐弟。
喜歡的食物是咖哩，以及學校的鵪鶉蛋（動畫），喜歡的角色是太空電影的傳奇大師
生日：6月18日
木靈文花
配音員：（日）遠藤綾／（港）／（台）
遊戲中第一、二代作為景太外玩家可選擇的另一位主角，使用白色懷錶形的妖怪手錶。在動畫故事中為配角，Ciao漫畫版的主角。
11歲，五年二班。
留著長頭髮並紮成一束馬尾，帶著粉紅蝴蝶結。
與景太同住在櫻花新城地區的少女，成績優秀，待人隨和，經常被人稱讚可愛。是家中的獨生女。
生日2月3日，喜歡的食物是奶油燉菜、玉米濃湯、黃瓜，喜歡的偶像明星很多（是個追星族）。
具有一定靈感，可以感覺出妖怪存在。
身高約135公分-140公分。
後來和景太結婚生下2姐弟。
今田干治
配音員：（日）佐藤智惠／（港）／（台）
11歲，五年二班。
身形瘦小。天野景太的同班同學，非常喜歡電腦科技。
父母因工作關係很少回家，導致他較缺少父母的陪伴
身高約130公分-135公分。
熊島五郎太
配音員：（日）奈良徹／（港）／（台）
11歲，五年二班。
暱稱「阿熊」，身形魁梧，最愛吃炸物。天野景太的同班同學。
「熊美」另外阿熊還有一個妹妹在國外念書.

### 主要妖怪角色
威斯帕
配音員：（日）關智一／（港）／台
外型似幽靈的管家型妖怪。原名「愛假仙」，自稱為「妖怪管家」。
吉胖喵
配音員：（日）小櫻悅子／（港）／（台）
吉胖喵是隻貓型的地縛靈。原名「紅丸」，雄性，可愛族的妖怪，稱失去生前部份記憶，變做妖怪是因為生前為了救主人惠美而被車子撞死，結果惠美說「超遜」，使其誤會而變成地縛靈。覆蓋在輪胎印上面的肚兜則是他的特徵。
小石獅
配音員：（日）遠藤綾／（港）、／（台）
小石獅的造型是以狛犬為原型，可愛族的妖怪，獅子小石是他進化的樣子，小石次郎的哥哥，喜歡吃霜淇淋，頭上的兩個藍色火焰為特徵。
他的口頭禪是「茲拉」。（ズラ，靜岡方言的語尾助詞，等同於「~です」、「~でしょう」等等，發音和假髮諧音）與「萌給」（もんげー，岡山方言的感嘆詞，非常厲害（ものすごい）的意思）。
小石次郎
配音員：（日）遠藤綾／（港）／（台）
小石次郎的造型是以狛犬為原型，可愛族的妖怪，虎次郎是他進化的樣子，小石獅的弟弟，喜歡吃霜淇淋，頭上的兩個棕色火焰為特徵。
他的口頭禪是「茲拉」。（ズラ，靜岡方言的語尾助詞，等同於「~です」、「~でしょう」等等，發音和假髮諧音）與「萌給」（もんげー，岡山方言的感嘆詞，非常厲害（ものすごい）的意思）。

## 工作人員
- 製作人、企劃、劇本原案：日野晃博
- 原作：LEVEL-5
- 揭載：月刊Corocoro Comics
- 妖怪&角色原畫：長野拓造、田中美穗
- 企畫設定協力：本村健
- 系列構成：加藤陽一
- 角色設定：須田正己
- 總作畫監督：山田俊也
- 美術監督：釘貫彩、小濱俊裕
- 色彩設計：角野江美
- 撮影監督：山道奈保美
- 編輯：小野寺繪美
- 音樂：西郷憲一郎
- 音響監督：三間雅文
- 音樂協力：東京電視台
- 動畫監修：井上たかし
- 動畫製作：OLM TEAM INOUE
- 顧問：村上孝雄、和田誠
- 製片人：紅谷佳和（東京電視台）、梶原清文
- 監督：ウシロシンジ
- 製作：東京電視台、電通、OLM

## 主題歌

### 片頭曲
「ケラケラホーのうた」（第1－36話）
作詞：高木貴司；作曲：前川紘毅；編曲：菊谷知樹；歌：前川紘毅

### 片尾曲
「ようかい体操第一 ～つづき～」（第1－36話）
作詞：Lucky池田、高木貴司；作曲、編曲：菊谷知樹；歌：かえで☆

## 各集內容
| 集數 | 日文標題 | 中文標題（台灣標題）               | 劇本     | 分鏡     | 演出     | 作畫監督   | 日本首播日期  |
| ---- | -------- | ---------------------------------- | -------- | -------- | -------- | ---------- | ------------- |
| 1    |          | 过于普通的人生四格小石「都市陷阱」 | 加藤陽一 | 泉保良辅 | 前屋后广 | 小林ゆかり | 2019年 4月5日 |

## 備註
1. ↑  以ANIMAX為標題，以播放時所顯示的字幕為準。

## 外部連結
- Anime website （日語）